# Sloveens voetbalelftal in 1992
Het Sloveens voetbalelftal speelde in totaal twee interlands in het jaar 1992. Beide duels betroffen vriendschappelijke interlands voor de pas onafhankelijk geworden en voormalige deelrepubliek van Joegoslavië. De ploeg stond onder leiding van bondscoach Bojan Prašnikar. Middenvelder Aleš Čeh droeg de aanvoerdersband in de eerste wedstrijd (tegen Estland), verdediger Marko Elsner in de tweede (tegen Cyprus). Slechts drie spelers kwamen in beide duels in actie: doelman Marko Simeunovič, verdediger Samir Zulič en middenvelder Aleš Čeh.

## Balans
| Wedstrijden | Wedstrijden | Wedstrijden | Wedstrijden | Doelpunten | Doelpunten | Doelpunten | Punten |
| Gespeeld    | Winst       | Gelijk      | Verlies     | Voor       | Tegen      | Saldo      | Punten |
| ----------- | ----------- | ----------- | ----------- | ---------- | ---------- | ---------- | ------ |
| 2           | 0           | 2           | 0           | 2          | 2          | 0          | 1.000  |

## Interlands
|                                                           |                     |       |                     |                                                                               |
| 3 juni Vriendschappelijk № 1 «onderlinge duels» 19:00 uur | Estland             | 1 – 1 | Slovenië            | Kadrioru Staadion, Tallinn Toeschouwers: 3.500 Scheidsrechter: Aho Eero (FIN) |
| 3 juni Vriendschappelijk № 1 «onderlinge duels» 19:00 uur | Aleksandr Puštov 5' |       | 73' Igor Benedejčič | Kadrioru Staadion, Tallinn Toeschouwers: 3.500 Scheidsrechter: Aho Eero (FIN) |

|                                                      |                      |       |                     |                                                                                             |
| 18 november Vriendschappelijk № 2 «onderlinge duels» | Cyprus               | 1 – 1 | Slovenië            | Antonis Papadopoulos Stadion, Larnaca Toeschouwers: 500 Scheidsrechter: Loizos Loizou (CYP) |
| 18 november Vriendschappelijk № 2 «onderlinge duels» | Giorgos Savvidis 50' |       | 55' Vlado Miloševič | Antonis Papadopoulos Stadion, Larnaca Toeschouwers: 500 Scheidsrechter: Loizos Loizou (CYP) |

## Statistieken
| Marko Simeunovič  | 1967-12-06 | Olimpija Ljubljana | 2 | 0 | 0 | 2 | 0 |
| Verdediging       |            |                    |   |   |   |   |   |
| Samir Zulič       | 1966-01-08 | Olimpija Ljubljana | 2 | 0 | 0 | 2 | 0 |
| Marko Elsner      | 1960-04-11 | OGC Nice           | 1 | 0 | 0 | 1 | 0 |
| Robert Englaro    | 1969-08-28 | Olimpija Ljubljana | 1 | 0 | 0 | 1 | 0 |
| Matjaž Kek        | 1961-09-09 | Grazer AK          | 1 | 0 | 0 | 1 | 0 |
| Darko Milanič     | 1967-12-18 | Partizan Belgrado  | 1 | 0 | 0 | 1 | 0 |
| Džoni Novak       | 1969-09-04 | Fenerbahçe         | 1 | 0 | 0 | 1 | 0 |
| Aleš Križan       | 1971-07-25 | Maribor Branik     | 0 | 1 | 0 | 1 | 0 |
| Amir Ružnič       | 1972-10-30 | MNK Izola Argeta   | 0 | 1 | 0 | 1 | 0 |
| Middenveld        |            |                    |   |   |   |   |   |
| Aleš Čeh          | 1968-04-07 | Olimpija Ljubljana | 1 | 1 | 0 | 2 | 0 |
| Matjaž Florjančič | 1967-10-18 | US Cremonese       | 1 | 0 | 0 | 1 | 0 |
| Marko Gruškovnjak | 1965-12-06 | NK Svoboda         | 1 | 0 | 0 | 1 | 0 |
| Matjaž Jančič     | 1967-10-22 | NK Beltinci        | 1 | 0 | 0 | 1 | 0 |
| Alfred Jermaniš   | 1967-01-21 | NK Koper           | 1 | 0 | 0 | 1 | 0 |
| Janez Pate        | 1965-06-10 | Pierikos FC        | 1 | 0 | 0 | 1 | 0 |
| Davor Perkat      | 1966-10-24 | MNK Izola Argeta   | 1 | 0 | 0 | 1 | 0 |
| Peter Tosič       | 1969-01-07 | MNK Izola Argeta   | 1 | 0 | 0 | 1 | 0 |
| Zlatko Zahovič    | 1971-02-01 | Partizan Belgrado  | 1 | 0 | 0 | 1 | 0 |
| Gregor Židan      | 1965-10-05 | Maribor Branik     | 1 | 0 | 0 | 1 | 0 |
| Igor Benedejčič   | 1969-07-28 | Olimpija Ljubljana | 0 | 1 | 1 | 1 | 1 |
| Dejan Djuranovič  | 1968-05-05 | Olimpija Ljubljana | 0 | 1 | 0 | 1 | 0 |
| Dušan Kosič       | 1971-04-23 | NK Krka            | 0 | 1 | 0 | 1 | 0 |
| Aanval            |            |                    |   |   |   |   |   |
| Vlado Miloševič   | 1968-06-04 | NK Beltinci        | 1 | 0 | 1 | 1 | 1 |
| Primož Gliha      | 1967-10-08 | NK Krka            | 1 | 0 | 0 | 1 | 0 |
| Zoran Ubavič      | 1965-10-28 | Olimpija Ljubljana | 1 | 0 | 0 | 1 | 0 |
| Matjaž Cvikl      | 1967-01-13 | NK Rudar Velenje   | 0 | 1 | 0 | 1 | 0 |

NZS · A-internationals · Bondscoaches · Selecties · Statistieken · Sloveens vrouwenelftal · Olympisch elftal · Slovenië U21 · Slovenië U20 · Slovenië U19 · Slovenië U18 · Slovenië U17 · Slovenië U16
1991 – 1999 ·
2000 – 2009 ·
2010 – 2019 ·
2020 − 2029
EK's: 1996 · 
2000 · 
2004 · 
2008 · 
2012 · 
2016 · 
2020 · 
2024
WK's: 1998 · 
2002 · 
2006 · 
2010 · 
2014 · 
2018 ·
2022
1991 · 
1992 · 
1993 · 
1994 · 
1995 · 
1996 · 
1997 · 
1998 · 
1999 · 
2000 · 
2001 · 
2002 · 
2003 · 
2004 · 
2005 · 
2006 · 
2007 · 
2008 · 
2009 · 
2010 · 
2011 · 
2012 · 
2013 · 
2014 · 
2015 · 
2016 · 
2017 · 
2018 ·
2019 ·
2020 ·
2021 ·
2022 ·
2023 ·
2024
Albanië ·
Algerije ·
Argentinië ·
Armenië ·
Australië ·
Azerbeidzjan ·
België ·
Bosnië en Herzegovina ·
Bulgarije ·
Canada ·
China ·
Colombia ·
Cyprus ·
Denemarken ·
Duitsland ·
Engeland ·
Estland ·
Faeröer ·
 Finland ·
Frankrijk ·
Georgië ·
Ghana ·
Gibraltar ·
Griekenland ·
Honduras ·
Hongarije ·
IJsland ·
Israël ·
Italië ·
Ivoorkust ·
Joegoslavië ·
Kazachstan ·
Kosovo ·
Kroatië ·
Letland ·
Litouwen ·
Luxemburg ·
Malta ·
Mexico ·
Moldavië ·
Montenegro ·
Nederland ·
Nieuw-Zeeland ·
Noord-Ierland ·
Noord-Macedonië ·
Noorwegen ·
Oekraïne ·
Oman ·
Oostenrijk ·
Paraguay ·
Polen ·
Portugal ·
Qatar ·
Roemenië ·
Rusland ·
San Marino ·
Saoedi-Arabië ·
Schotland ·
Servië ·
Servië en Montenegro ·
Slowakije ·
Spanje ·
Trinidad en Tobago ·
Tsjechië ·
Tunesië ·
Turkije · 
Uruguay ·
Verenigde Arabische Emiraten ·
Verenigde Staten ·
Wales ·
Wit-Rusland ·
Zuid-Afrika ·
Zweden ·
Zwitserland
Algerije (2010) · 
Engeland (2010) · 
Paraguay (2002) · 
Spanje (2002) · 
Verenigde Staten (2010) · 
Zuid-Afrika (2002)